# Литературоведение
Литературове́дение (лат. lit(t)eratura, — «написанное» от lit(t)era — «буква» + ведать — «знать») — наука, изучающая художественную литературу как явление человеческой культуры. Следует различать литературоведение и литературную критику.
Главные отрасли: теория литературы, история литературы. Некоторые учёные[кто?] также выделяют фольклористику как главную отрасль литературоведения.
В литературоведении есть много направлений, в том числе нетрадиционных — психоаналитическое и психиатрическое.
Вспомогательными дисциплинами являются библиография, текстология, палеография.
Русский термин «литературоведение» является калькой с нем. Literaturwissenschaft. Немецкий термин введён германистом Эрнстом Эльстером в его книге Prinzipien der Literaturwissenschaft (1897). В русском языке слово «литературоведение» появилось в начале 1920-х, в широком употреблении с 1924—1925 годов.